# William Keppel, IV conte di Albemarle
William Keppel, IV conte di Albemarle (14 maggio 1772 – Quidenham, 30 ottobre 1849), è stato un nobile e politico inglese.

## Biografia
Era l'unico figlio del generale George Keppel, III conte di Albemarle, e di sua moglie, Anne Miller, figlia di Sir John Miller, IV Baronetto. Quando aveva circa cinque mesi succedette a suo padre. Studiò alla St John's College.

## Carriera politica
Nel 1806 fu nominato Master of the Buckhounds da Lord Grenville. Nel 1830 prestò giuramento nel consiglio privato e nominato Magister equitum da Lord Grey, carica che mantenne fino al 1841.
Nel 1833 fu nominato Cavaliere dell'Ordine reale guelfo.

## Matrimonio
Sposò, il 9 aprile 1792, Elizabeth Southwell (11 gennaio 1776-14 novembre 1817), figlia di Edward Southwell, XX barone di Clifford. Ebbero undici figli:
- William Keppel, visconte Bury (1793-1804);
- Augustus Keppel, V conte di Albemarle (1794-1851);
- Lady Sophia Keppel (1798-1824), sposò Sir James Macdonald, II Baronetto, ebbero due figli;
- George Keppel, VI conte di Albemarle (1799-1891);
- reverendo Edward Southwell Keppel (1800-1883), sposò Lady Mary Clements, non ebbero figli;
- Lady Anne Amelia Keppel (1803-1844), sposò Thomas Coke, I conte di Leicester, ebbero cinque figli;
- Lady Georgiana Charlotte (1806-1854), sposò William Magan, ebbero otto figli;
- Lord Henry Keppel (1809-1904), sposò Katherine Crosby, ebbero due figli;
- reverendo Thomas Robert Keppel (1811-1863), sposò Frances Barrett-Lennard, ebbero tredici figli;
- Lady Caroline Elizabeth Keppel (1814-1898), sposò il reverendo Thomas Garnier, ebbero quattordici figli;
- Lady Mary Keppel (1817-1898), sposò Henry Stephenson, ebbero due figli.

Dopo la morte della sua prima moglie, nel novembre 1817, sposò Charlotte Susannah, figlia di Sir Henry Hunloke, IV Baronetto, l'11 febbraio 1822. Non ebbero figli.

## Morte
Morì il 30 ottobre 1849, a Quidenham, Norfolk, all'età di 77 anni. La contessa di Albemarle morì a Twickenham, Londra, nell'ottobre del 1862 all'età di 88 anni.

## Ascendenza
|                                          |                              |                                      | Genitori                                            |  |  | Nonni |  |  | Bisnonni                                      |  |  | Trisnonni                            |  |
|                                          |                              |                                      |                                                     |  |  |       |  |  | Arnold Joost van Keppel, I conte di Albemarle |  |  | Oswald van Keppel, signore di Voorst |  |
|                                          |                              |                                      |                                                     |  |  |       |  |  | Arnold Joost van Keppel, I conte di Albemarle |  |  | Oswald van Keppel, signore di Voorst |  |
|                                          |                              | Reiniera Anna Geertruida van Lintelo |                                                     |  |  |       |  |  | Arnold Joost van Keppel, I conte di Albemarle |  |  |                                      |  |
| Willem van Keppel, II conte di Albemarle |                              |                                      |                                                     |  |  |       |  |  | Arnold Joost van Keppel, I conte di Albemarle |  |  |                                      |  |
|                                          |                              | Geertruida van der Duyn              | Adam van der Duyn, signore di 's-Gravenmoer         |  |  |       |  |  |                                               |  |  |                                      |  |
|                                          |                              | Geertruida van der Duyn              | Adam van der Duyn, signore di 's-Gravenmoer         |  |  |       |  |  |                                               |  |  |                                      |  |
|                                          |                              | Geertruida van der Duyn              | Geertruid Pieterson                                 |  |  |       |  |  |                                               |  |  |                                      |  |
| George Keppel, III conte di Albemarle    |                              | Geertruida van der Duyn              |                                                     |  |  |       |  |  |                                               |  |  |                                      |  |
|                                          |                              | Charles Lennox, I duca di Richmond   | Charles II, re d'Inghilterra, di Scozia e d'Irlanda |  |  |       |  |  |                                               |  |  |                                      |  |
|                                          |                              | Charles Lennox, I duca di Richmond   | Charles II, re d'Inghilterra, di Scozia e d'Irlanda |  |  |       |  |  |                                               |  |  |                                      |  |
|                                          |                              | Charles Lennox, I duca di Richmond   | Louise Renée de Penancoët de Kérouaille             |  |  |       |  |  |                                               |  |  |                                      |  |
| Anne Lennox                              |                              | Charles Lennox, I duca di Richmond   |                                                     |  |  |       |  |  |                                               |  |  |                                      |  |
|                                          |                              | Anne Brudenell                       | Francis Brudenell, barone Brudenell                 |  |  |       |  |  |                                               |  |  |                                      |  |
|                                          |                              | Anne Brudenell                       | Francis Brudenell, barone Brudenell                 |  |  |       |  |  |                                               |  |  |                                      |  |
|                                          |                              | Anne Brudenell                       | Frances Savile                                      |  |  |       |  |  |                                               |  |  |                                      |  |
| William Keppel, IV conte di Albemarle    |                              | Anne Brudenell                       |                                                     |  |  |       |  |  |                                               |  |  |                                      |  |
|                                          | Thomas Miller, III baronetto | John Miller, II baronetto            |                                                     |  |  |       |  |  |                                               |  |  |                                      |  |
|                                          | Thomas Miller, III baronetto | John Miller, II baronetto            |                                                     |  |  |       |  |  |                                               |  |  |                                      |  |
|                                          | Thomas Miller, III baronetto | Margaret Peachy                      |                                                     |  |  |       |  |  |                                               |  |  |                                      |  |
| John Miller, IV baronetto                | Thomas Miller, III baronetto |                                      |                                                     |  |  |       |  |  |                                               |  |  |                                      |  |
|                                          |                              | Jane Gother                          | Francis Gother                                      |  |  |       |  |  |                                               |  |  |                                      |  |
|                                          |                              | Jane Gother                          | Francis Gother                                      |  |  |       |  |  |                                               |  |  |                                      |  |
|                                          |                              | Jane Gother                          | Mary Palmer                                         |  |  |       |  |  |                                               |  |  |                                      |  |
| Anne Miller                              |                              | Jane Gother                          |                                                     |  |  |       |  |  |                                               |  |  |                                      |  |
|                                          |                              | Matthew Combe                        | John Combe                                          |  |  |       |  |  |                                               |  |  |                                      |  |
|                                          |                              | Matthew Combe                        | John Combe                                          |  |  |       |  |  |                                               |  |  |                                      |  |
|                                          |                              | Matthew Combe                        | …                                                   |  |  |       |  |  |                                               |  |  |                                      |  |
| Susan Combe                              |                              | Matthew Combe                        |                                                     |  |  |       |  |  |                                               |  |  |                                      |  |
|                                          |                              | Susannah Oglander                    | John Oglander, II baronetto                         |  |  |       |  |  |                                               |  |  |                                      |  |
|                                          |                              | Susannah Oglander                    | John Oglander, II baronetto                         |  |  |       |  |  |                                               |  |  |                                      |  |
|                                          |                              | Susannah Oglander                    | Mary Webb                                           |  |  |       |  |  |                                               |  |  |                                      |  |
|                                          |                              | Susannah Oglander                    |                                                     |  |  |       |  |  |                                               |  |  |                                      |  |